# Эуроциомицеты
Эуроциомицеты (лат. Eurotiomycetes) — класс аскомицетовых грибов из подтипа Pezizomycotina. Некоторые представители ранее входили в состав класса Plectomycetes.
Плодовые тела — клейстотеции с беспорядочно расположенными прототуникатными сумками. Освобождение аскоспор всегда пассивное. Вегетативное тело — септированный мицелий. Преимущественно бесполое размножение (агамный жизненный цикл).